# Aruncus gombalanus
Aruncus gombalanus là loài thực vật có hoa trong họ Hoa hồng. Loài này được (Hand.-Mazz.) Hand.-Mazz. mô tả khoa học đầu tiên năm 1923.